# Los Cedros Suchitepec
Los Cedros Suchitepec är en ort i Mexiko.   Den ligger i kommunen Villa Victoria och delstaten Mexiko, i den sydöstra delen av landet, 100 km väster om huvudstaden Mexico City. Los Cedros Suchitepec ligger 2 716 meter över havet och antalet invånare är 819.
Terrängen runt Los Cedros Suchitepec är platt åt sydväst, men åt nordost är den kuperad. Runt Los Cedros Suchitepec är det ganska tätbefolkat, med 166 invånare per kvadratkilometer. Närmaste större samhälle är San Antonio de las Huertas, 8,9 km nordost om Los Cedros Suchitepec. Trakten runt Los Cedros Suchitepec består till största delen av jordbruksmark.